# Rubus leucostachys
Rubus leucostachys är en rosväxtart som beskrevs av Schleicher och James Edward Smith. Rubus leucostachys ingår i släktet rubusar, och familjen rosväxter. Inga underarter finns listade i Catalogue of Life.